# Lipníky
Lipníky (węg. Lipnikpuszta) – wieś gminna (obec) na Słowacji położona w kraju preszowskim, w powiecie Preszów. Pierwsza pisemna wzmianka o miejscowości pochodzi z roku 1341
Lipníky są jedną z najmłodszych wsi gminnych na Słowacji. Powstały w 1990 roku w wyniku połączenia osad Lipníky, Taľka i Podhrabina. Najstarsza z nich była Taľka, po raz pierwszy wzmiankowana w 1318 roku. Najstarsza wzmianka o osadzie Lipníky pochodzi z 1410 roku. Podhrabina powstała po I wojnie światowej.